# ニキータ (キエフと全ルーシの府主教)
ニキータ（Никита , ? - 1126年）はキエフと全ルーシの府主教（在位：1122年-1126年）。ビザンツ出身。

## 経歴
1122年秋に、キエフに到着。
1125年に、ウラジーミル・ヴォルィンスキー主教シメオンを叙聖した。
スモレンスクに主教座を設置しようとした大公ウラジーミル・モノマフと衝突した。大公はその死までニキータが送り込んだ主教候補者（ペレヤスラヴリ・ルースキー主教に限ってではあるが）を拒絶し続けた。